# Campionati africani di atletica leggera 2016 - 1500 metri piani maschili
La specialità dei 1500 metri piani maschili ai Campionati africani di atletica leggera di Durban 2016 si è svolto il 25 e 26 giugno 2016 al Kings Park Stadium.

## Programma
| Data           | Ora | Turno    |
| -------------- | --- | -------- |
| 25 giugno 2016 |     | Batterie |
| 26 giugno 2016 |     | Finale   |

## Risultati

### Batterie
Qualificazione: i primi 5 di ogni batterie (Q) ed i 2 più veloci degli esclusi (q) si qualificano in finale.
| Class | Gruppo | Atleta                | Nazione            | Tempo   | Note |
| ----- | ------ | --------------------- | ------------------ | ------- | ---- |
| 1     | 2      | Timothy Cheruiyot     | Kenya              | 3:44.44 | Q    |
| 2     | 2      | Taresa Tolosa         | Etiopia            | 3:44.58 | Q    |
| 3     | 2      | Eric Kiptanui         | Kenya              | 3:44.66 | Q    |
| 4     | 2      | Younés Essalhi        | Marocco            | 3:44.70 | Q    |
| 5     | 1      | Fouad El Kaam         | Marocco            | 3:46.48 | Q    |
| 6     | 2      | Santino Kenyi         | Sudan del Sud      | 3:47.31 | Q    |
| 7     | 1      | Vincent Letting       | Kenya              | 3:47.80 | Q    |
| 8     | 1      | Birhanu Sorsa         | Etiopia            | 3:48.43 | Q    |
| 9     | 2      | Dey Dey               | Sudan del Sud      | 3:48.43 | q    |
| 10    | 1      | Dumisani Hlaselo      | Sudafrica          | 3:50.58 | Q    |
| 11    | 2      | Oskear Komeya         | Namibia            | 3:51.55 |      |
| 12    | 1      | Wellington Varevi     | Zimbabwe           | 3:51.70 | Q    |
| 13    | 1      | Sylvester Koko        | Botswana           | 3:52.31 |      |
| 14    | 1      | Mohammad Dookun       | Mauritius          | 3:54.48 |      |
| 15    | 1      | Moussa Camara         | Mali               | 3:54.76 |      |
| 16    | 1      | Abraham Matet         | Sudan del Sud      | 3:55.14 |      |
| 17    | 2      | Johan Cronje          | Sudafrica          | 3:56.12 | q    |
| 18    | 1      | Benjamín Enzema       | Guinea Equatoriale | 4:11.87 |      |
| N.D.  | 1      | Benedicto Makumba     | Malawi             | dns     |      |
| N.D.  | 1      | Daud Mohamed Abubakar | Somalia            | dns     |      |
| N.D.  | 1      | Zemen Addis           | Etiopia            | dns     |      |
| N.D.  | 1      | Raoul Yeguelet Yeliti | Rep. Centrafricana | dns     |      |
| N.D.  | 2      | Abubaker Kaki Khamis  | Sudan              | dns     |      |
| N.D.  | 2      | Alex Ngouari Mouissi  | Rep. del Congo     | dns     |      |
| N.D.  | 2      | Lamin Keita           | Gambia             | dns     |      |
| N.D.  | 2      | Patrick Nibafasha     | Burundi            | dns     |      |
| N.D.  | 2      | Nyasha Mutsetse       | Zimbabwe           | dns     |      |
| N.D.  | 2      | Yach Wol              | Sudan del Sud      | dns     |      |

### Finale
| Class   | Atleta            | Nazione       | Tempo   | Note             |
| ------- | ----------------- | ------------- | ------- | ---------------- |
| Oro     | Fouad El Kaam     | Marocco       | 3:39.49 |                  |
| Argento | Timothy Cheruiyot | Kenya         | 3:39.71 |                  |
| Bronzo  | Vincent Letting   | Kenya         | 3:40.78 |                  |
| 4       | Younés Essalhi    | Marocco       | 3:41.34 |                  |
| 5       | Taresa Tolosa     | Etiopia       | 3:42.23 |                  |
| 6       | Birhanu Sorsa     | Etiopia       | 3:43.56 |                  |
| 7       | Eric Kiptanui     | Kenya         | 3:43.81 |                  |
| 8       | Dumisani Hlaselo  | Sudafrica     | 3:44.53 |                  |
| 9       | Johan Cronje      | Sudafrica     | 3:45.26 |                  |
| 10      | Santino Kenyi     | Sudan del Sud | 3:45.34 | Record nazionale |
| 11      | Wellington Varevi | Zimbabwe      | 3:48.40 |                  |
| 12      | Dey Dey           | Sudan del Sud | 3:48.70 |                  |